# قوطور بلاغ (قشلاق الجنوبي)
قوطور بلاغ (بالفارسية: قوطوربلاغ) هي مستوطنة تقع في إيران في قسم قشلاق الجنوبي الريفي. يقدر عدد سكانها بـ 184 نسمة .